# Geelbrauwtangare
De geelbrauwtangare (Chlorothraupis olivacea) is een zangvogel uit de familie Cardinalidae (kardinaalachtigen).

## Verspreiding en leefgebied
Deze soort komt voor van oostelijk Panama tot westelijk Colombia en noordwestelijk Ecuador.